# Première République d'Haïti
17 février 1807 – 20 octobre 1820
(13 ans, 8 mois et 3 jours)
Entités précédentes :
- Premier Empire d'Haïti

Entités suivantes :
- État unifié d’Haïti

La première République d'Haïti ou République sudiste d'Haïti (en créole haïtien : Repiblik d Ayiti) était une république située dans les Caraïbes.
La république contrôlait les parties sud d'Haïti entre 1807 et 1820. La république a été créée à la suite de l'assassinat de l'empereur Jacques Ier et au renversement du Premier Empire d'Haïti. La Première République d'Haïti fut dirigée par le général Alexandre Pétion, un homme de couleur libre, comme président de la République du 9 mars 1807 jusqu'au 2 juin 1816, date à laquelle il transforme le régime en dictature et devient président à vie. Après sa mort, le 29 mars 1818, c’est le général Jean-Pierre Boyer qui lui succède.
Tandis que la République d'Haïti contrôlait le sud, le nord du pays était contrôlé par Henri Christophe en tant que dictateur de l'État d'Haïti jusqu'en 1811, date à laquelle il se proclama Roi d'Haïti sous le nom d’Henri Ier. Après la chute de ce dernier en 1820, Haïti fut unifié en un seul État sous l’autorité de Boyer.

## Contexte historique
Après le départ des troupes françaises, les insurgés provoquèrent aussitôt le massacre des derniers colons français blancs. Leur chef, le gouverneur-général Jean-Jacques Dessalines, donna à Saint-Domingue son nom autochtone d'Haïti et déclara l'indépendance le 1er janvier 1804 aux Gonaïves. La première nation noire libre du monde venait ainsi de naître.
Cette indépendance n'est toutefois pas reconnue par la France qui obtient, lors du traité de Paris du 30 mai 1814, que les puissances signataires considèrent encore le territoire comme colonie française.
À la suite de la proclamation du Premier Empire en France, Dessalines fait proclamer la création du Premier Empire d'Haïti le 22 septembre 1804, dans une volonté de traiter d'égal en égal, et se fait proclamer empereur. Il se fait couronner le 8 octobre 1804, au Cap-Haïtien sous le nom de Jacques Premier.
Après l’assassinat de Dessalines, la partie occidentale de l'île, Haïti se scinde en deux sous l’autorité de ses anciens généraux : Henri Christophe, chef de gouvernement aux pouvoirs limités, tente de s’imposer comme successeur de Dessalines, mais se heurte au réformiste Alexandre Pétion, partisan d’un régime républicain parlementaire, et qui défend la capitale, Port-au-Prince. Les tensions entre Christophe et les réformistes poussent ces derniers à proclamer la République. Christophe se réfugie dans le Nord et s’installe à Cap-Haïtien, où il instaure une dictature militaire avant de se faire proclamer roi (1811). Au sud, une constitution républicaine est adoptée, le Sénat est instituée, et Pétion est élu président. 

## Les débuts de la République

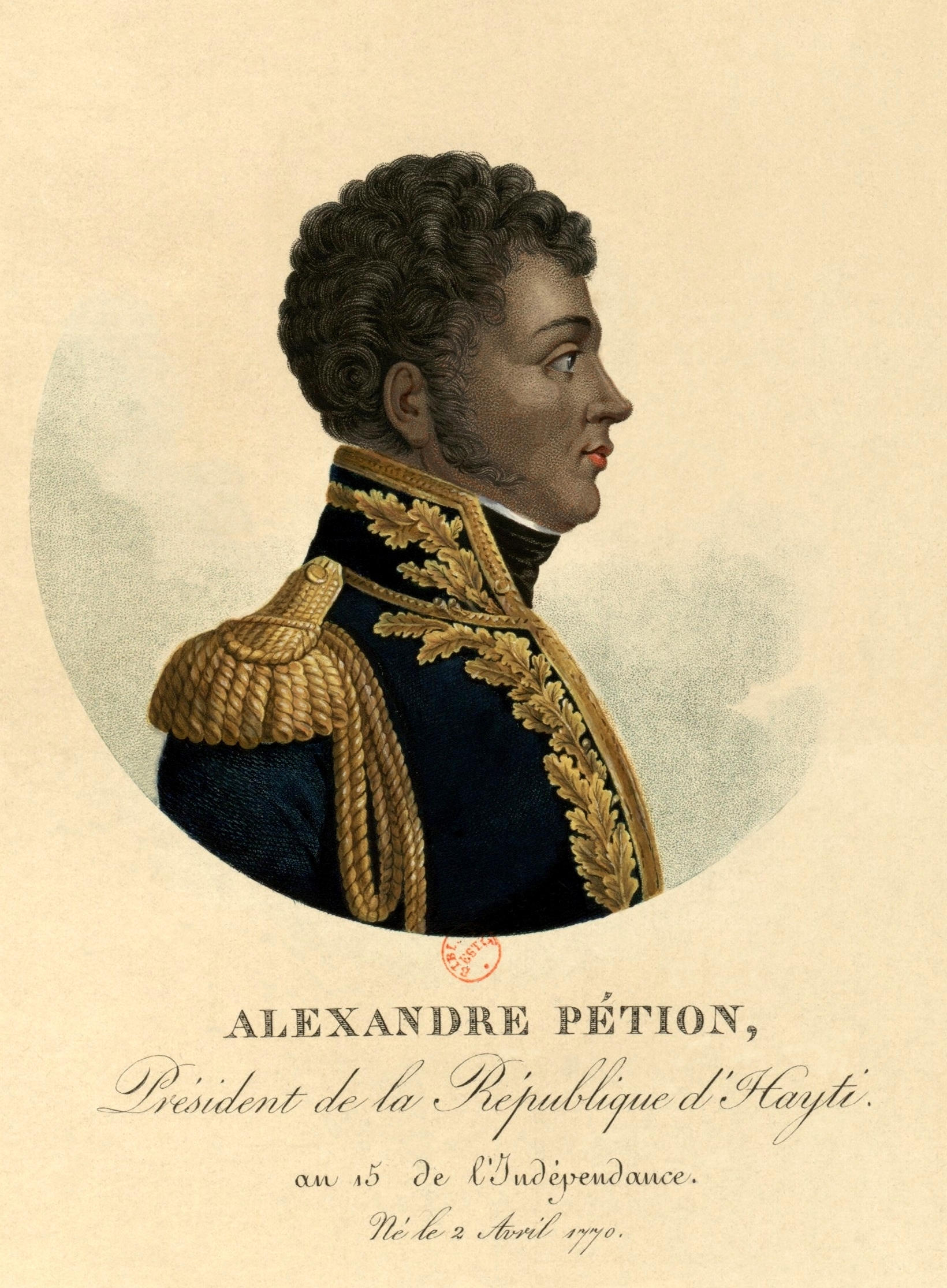
Alexandre Pétion, président de la République.

L’empire haïtien est officiellement aboli en 1807, avec la scission du pays en deux régimes. Le sud du pays devient une république. C’est Bruno Blanchet qui assume provisoirement la présidence jusqu’à l’élection présidentielle. Le 10 mars suivant, Alexandre Pétion, élu par le Sénat au suffrage indirect, lui succède comme président de la République et nomme Blanchet comme secrétaire général du nouveau gouvernement.
Sous sa présidence, Pétion procède à des distributions de lopins de terres au plus grand nombre, ce qui assure sa popularité. Cette politique engendre une économie autarcique de subsistance. Au niveau militaire, il soutient, en vain, la rébellion du nord-ouest contre le régime de Christophe. 
Le général André Rigaud, rentré d’exil, crée un État dans la péninsule du sud le 3 novembre 1810, que Pétion, après l’avoir un temps reconnu, réussit à renverser en suscitant une révolte locale le 7 mars 1812. 
Réélu une première fois en 1811, Pétion est à nouveau confirmé comme président en 1815.
Les anciennes plantations sont redistribuées à aux partisans du président et à la paysannerie, ce qui lui vaut le surnom de Papa Bon-Cœur. Les saisies foncières et les modifications de l'agriculture ont diminué la production de biens destinés à l'économie d'exportation. La majorité de la population est passée à l'agriculture de subsistance et les exportations et les revenus de l'État ont considérablement baissé, ce qui a compliqué la survie du nouvel État.

## Relations extérieures
Sous Pétion, la République sudiste accordait l'asile et soutenait les causes indépendantistes sur le continent américain. C’est pour cette raison que le général indépendantiste Simón Bolívar considéra qu'il s'agissait du lieu adéquat pour organiser une expédition militaire pour le Venezuela avec l'aide du président haïtien.
Le 19 décembre 1815, Bolívar quitta la Jamaïque pour Haïti, d'une façon qu'il trouva lui-même précipitée, et arriva le 24 décembre au port les Cayes. Au moment où il avait quitté la Jamaïque, Bolívar avait déjà résolu les aspects fondamentaux de la campagne qu'il avait en tête. Ces aspects nécessitaient une approche prudente : la campagne aurait besoin d'un appui politique, d'une aide financière et d'une collaboration technique, navale et militaire.
Une grande partie du financement provint d’une sorte de consortium regroupant des particuliers acquis à la cause de Bolívar parmi lesquels les Français Benoît Chassériau et Jean Pavageau,.
Alors, avec l'aide secrète du gouvernement haïtien et de l'expérimenté amiral Louis Brión, Bolívar réussit à monter une expédition maritime connue comme l'expédition de Los Cayos, qui partit le 23 mars 1816 à destination de l'île Margarita, d'où il reprendrait ses opérations militaires. Cette assistance a contribué à la carrière militaire de Bolivar et lui a permis de réussir dans la campagne de libération des pays qui formaient la Grande Colombie.

## Dictature et réunification

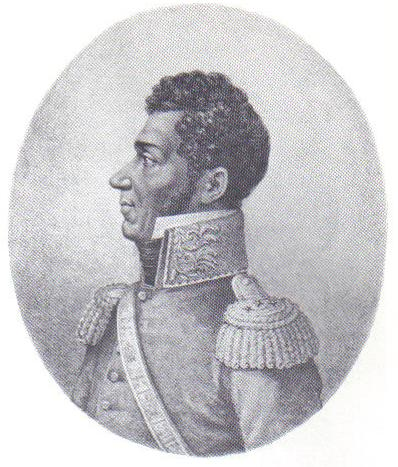
Jean-Pierre Boyer, dictateur de l’État du Sud.

Initialement partisan de la démocratie, Pétion modifia les termes de la présidence dans une révision de la constitution de 1806 pour diminuer l’influence du Sénat et renforcer ses propres pouvoirs. Avec l’assentiment de certains, il fait validé la nouvelle constitution le 2 juin 1816, et se fait proclamer président à vie. Il obtient également le droit de nommer son successeur. De plus, trouvant les contraintes que lui imposait le Sénat trop lourdes, il le suspendit en 1818.
Pétion nomme le général Jean-Pierre Boyer comme successeur ; le Sénat approuve son choix. Boyer prend le pouvoir en 1818 après la mort de Pétion de la fièvre jaune. 
Devant l’insurrection contre Christophe en octobre 1820, Boyer part pour le Cap à la tête de son armée. Après la mort d'Henri Ier et de son fils en 1820, Boyer réunit les deux parties du pays en 1820. Le 20 octobre, il rattache le nord au sud. C'est la fin du royaume d'Haïti dans la partie nord-ouest de l'île et la réunification de la partie occidentale de l'île. Par la suite, il unifia ensuite toute l'île d'Hispaniola sous son contrôle en 1822 et régna à la tête de l’État unifiée d'Haïti jusqu'à sa chute en 1843.